# 程纯枢
程纯枢（1914年6月15日—1997年2月8日），男，原籍安徽徽州歙县岑山渡，生于浙江金华，中国气象学家，中国科学院院士。

## 生平
程纯枢于1936年毕业于清华大学地理系。此后曾先后在上海欧亚航空公司、中央研究院气象研究所、西安测候所、重庆中央气象局等地工作。1945年前往美国，在芝加哥大学、美国气象局水文气象处实习。次年返国，历任南京中央气象局处长、上海气象台台长。
中华人民共和国成立后，出任华东军区气象处副处长。1954年起任职于中央气象局气象台、气象研究所、观象台，曾任副所长、副台长、总工程师。1965年起任国家气象局总工程师、副局长。1980年当选中国科学院地学部学部委员（院士）。
1997年2月逝世。